# ملعب هانغ جيبات
ملعب هانغ جيبات (بالملايوية: Stadium Hang Jebat)‏ هو ملعب كرة قدم متعدد الأغراض يقع في ماليزيا. وهو يستخدم حالياً في معظم الأحيان في مباريات كرة القدم. تبلغ سعة الملعب 40,000 متفرج.

## التاريخ
افتتح الملعب عام 2004. بسبب الحرب في سوريا أثناء تصفيات كأس العالم لكرة القدم 2018، قام المنتخب السوري لكرة القدم بلعب العديد من مبارياته البيتية هناك.

## معرض صور

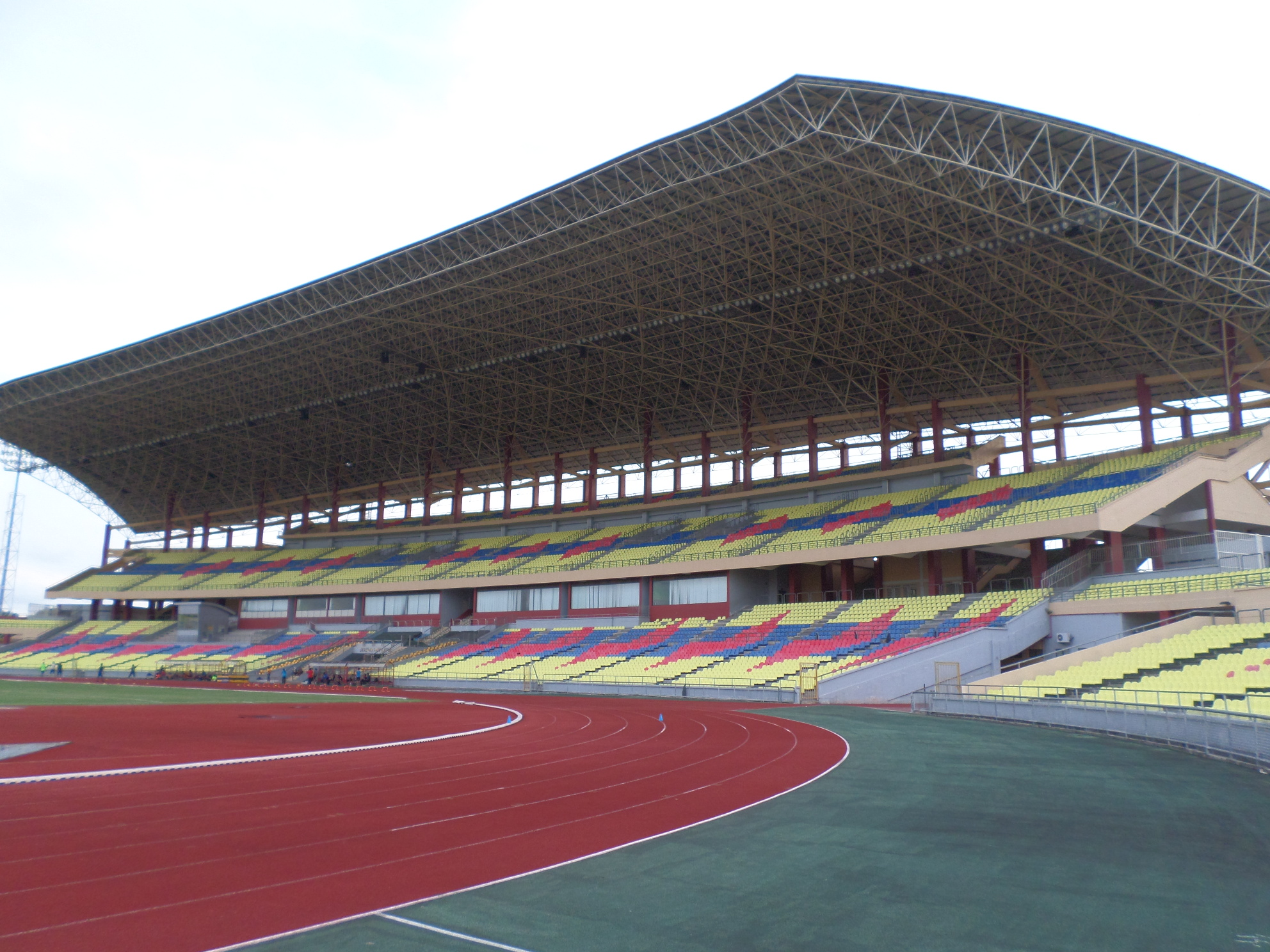
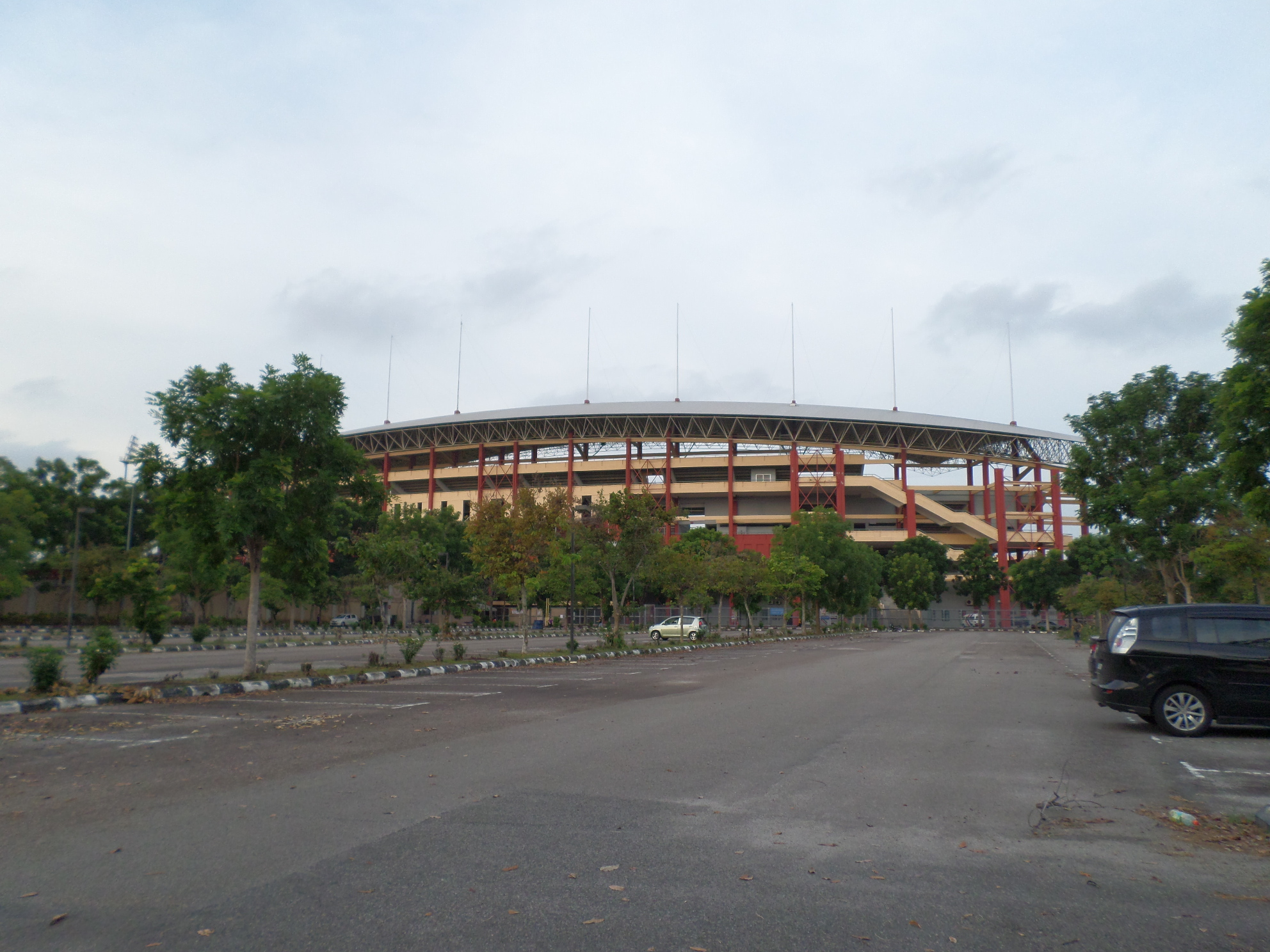
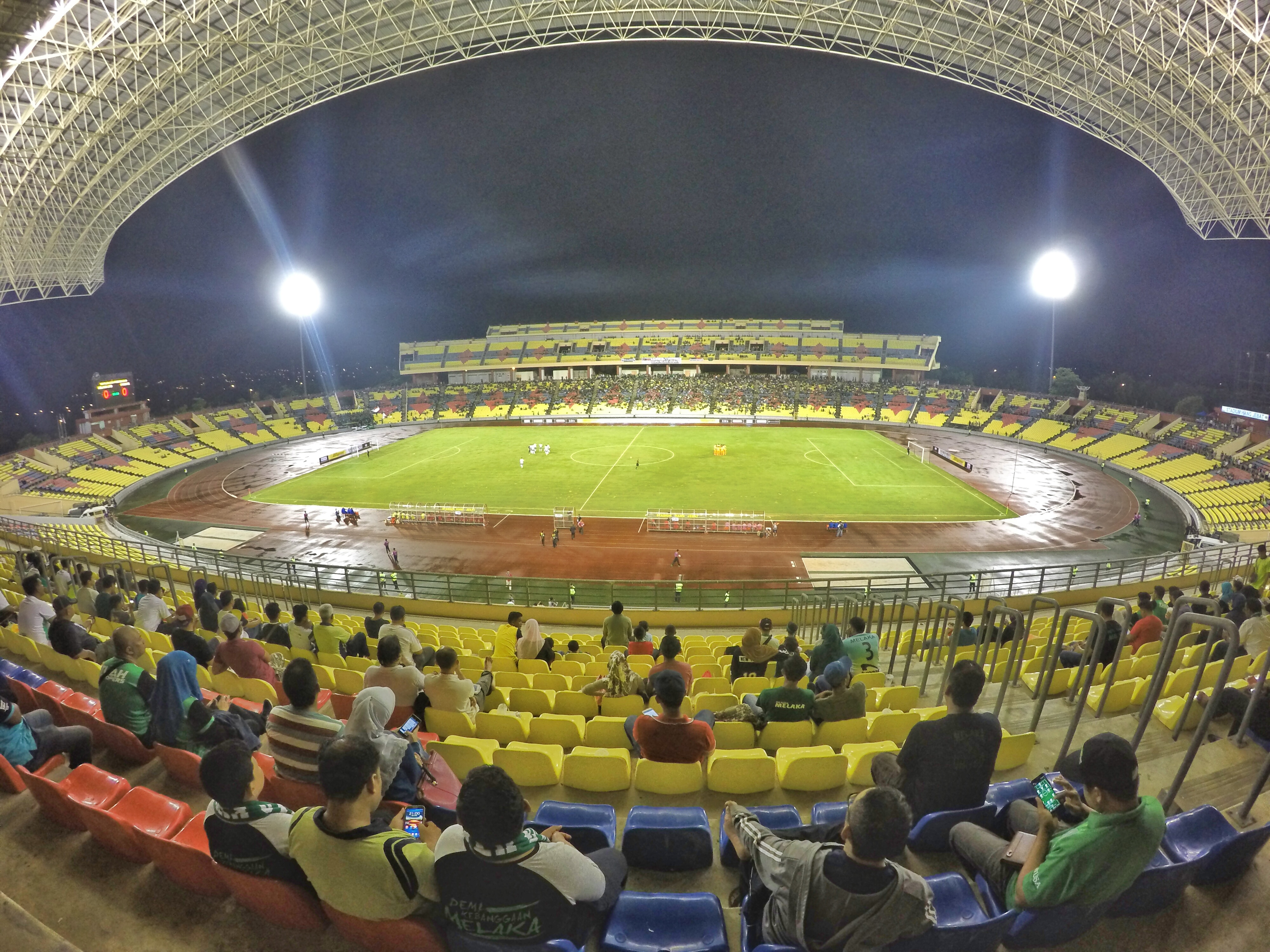